# Marcellus Coffermans

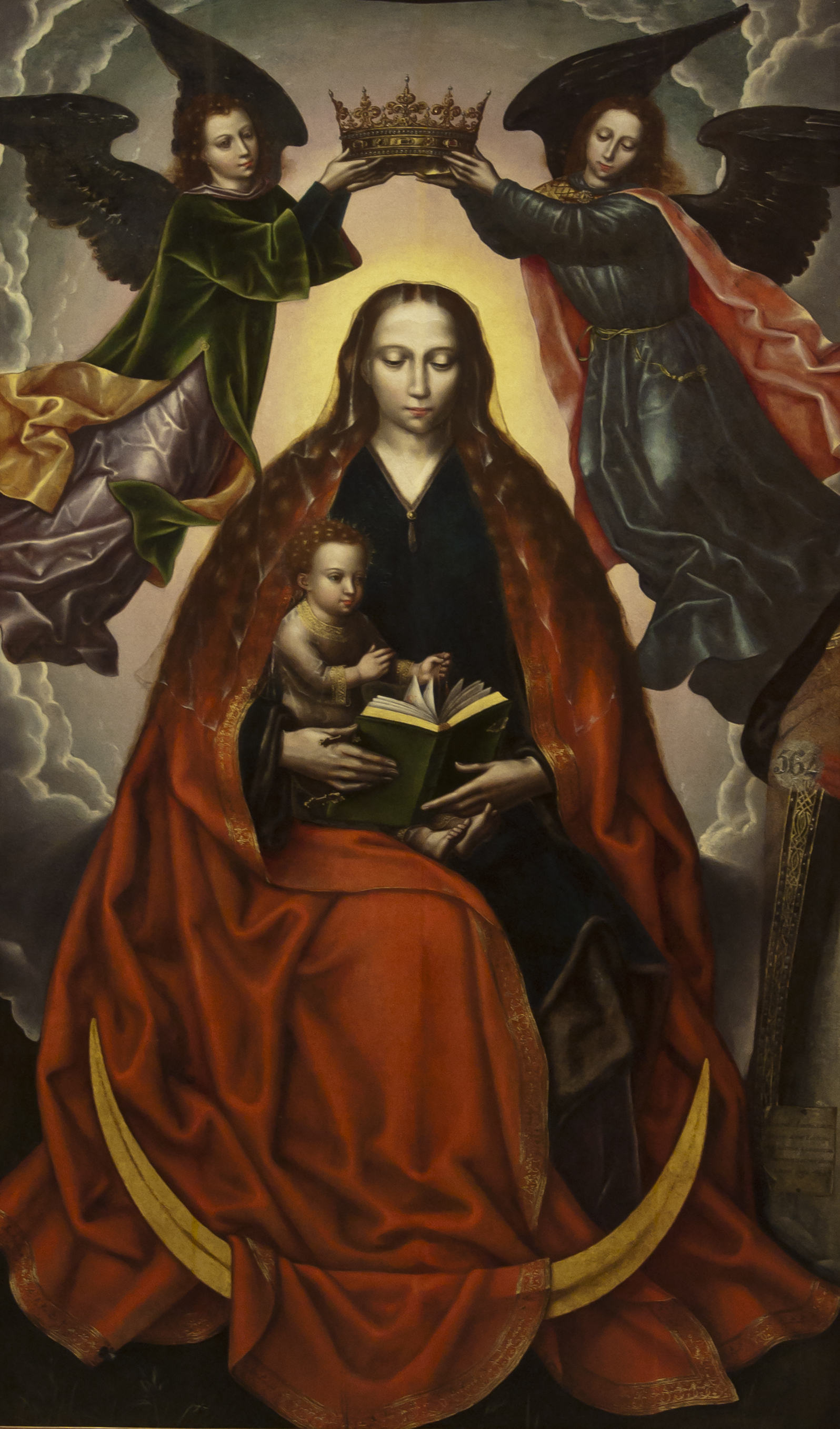
Virgen con el Niño (1560), Museo de Bellas Artes de Sevilla.

Marcellus Coffermans (Helmond, c. 1524-Amberes, 1581) fue un pintor flamenco del siglo XVI. 

## Biografía
La fecha exacta de su nacimiento se desconoce, pero cabe deducirla de una declaración testifical prestada por él en agosto de 1570 en que decía tener 45 años. Desde 1549 se le encuentra registrado como maestro en la guilda de San Lucas de Amberes (asociación corporativa de pintores de la ciudad) y en 1575 se dio de alta en ella, como hija de maestro, su hija Isabella Coffermans.
Estuvo casado en primeras nupcias con Lysbeth Beermans, de cuyo matrimonio nacieron Isabella, pintora, fallecida antes de 1587, Clara, monja en un convento cercano a Lisboa, Godefridus, fraile franciscano, y Maria, casada con el también pintor Dominicus de Duitsche. Tras enviudar se casó en fecha próxima a su muerte con Kathelijne Uyten. Los esposos hicieron testamento en diciembre de 1580. El falleció el 17 de noviembre de 1581 en su casa llamada «De Meersman». En el momento de su muerte, la riqueza que había acumulado durante su anterior carrera como pintor de éxito se había disipado en gran medida.

## Estilo

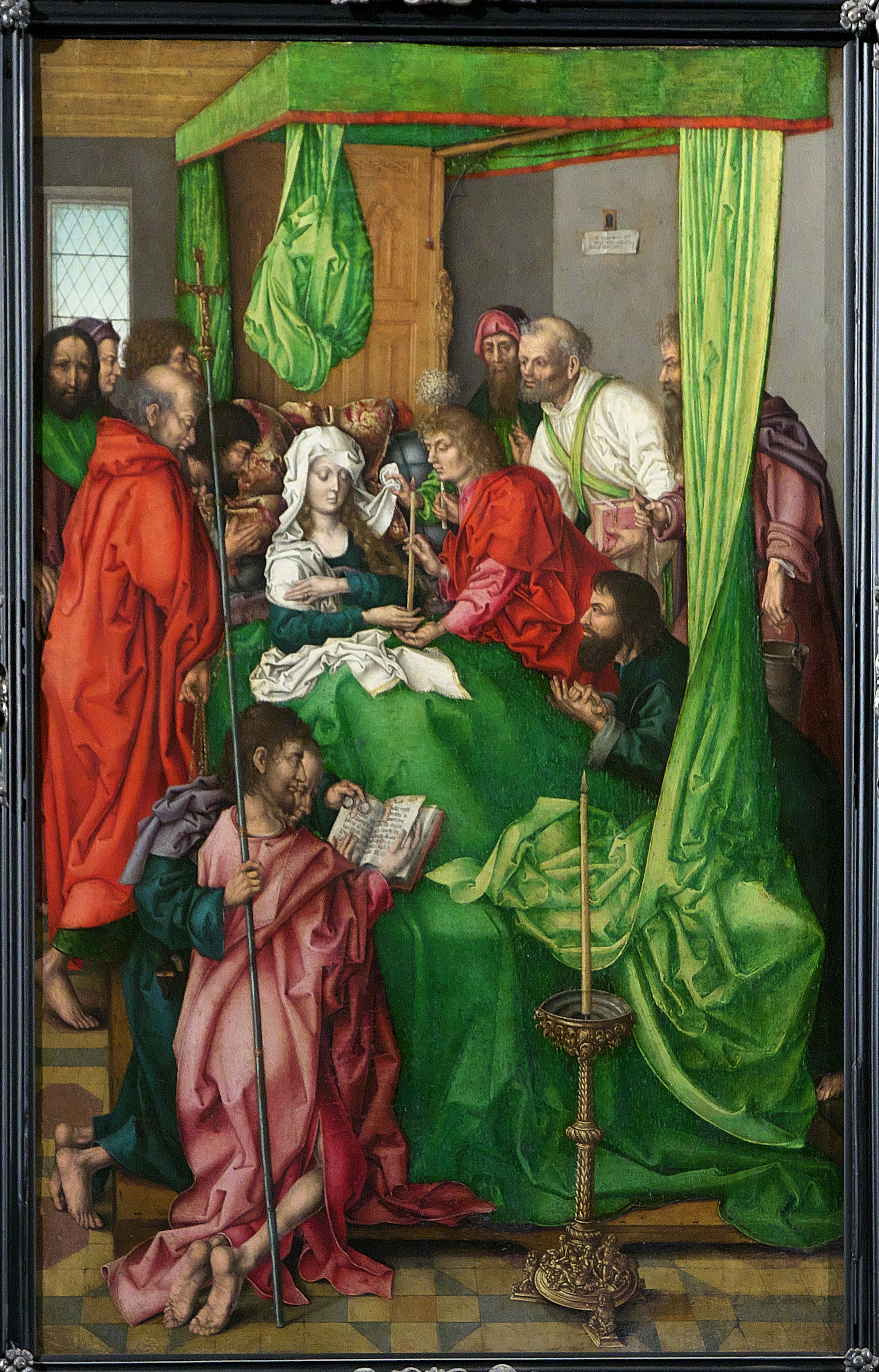
La dormición de la Virgen Catedral de Sevilla.

Por su estilo pictórico, su obra se ha relacionado con algunos artistas de la escuela de Brujas como Ambrosius Benson, Gérard David y Hans Memling. Su forma de pintar arcaizante, está inspirada en los primitivos flamencos del siglo XV y principios del XVI. También utilizó frecuentemente como modelo grabados clásicos de Alberto Durero y Martin Schongauer, mostrando gran fidelidad a los mismos.
Son característicos sus tipos femeninos, idealizados, con el rostro ovalado y los ojos semicerrados; así como el empleo de colores esmaltados, con predominio de los tonos azulados.

## Obras
Sus cuadros, generalmente de pequeño tamaño y temática religiosa, de mediana calidad, se destinaron fundamentalmente a la exportación. Debido a las frecuentes relaciones comerciales, muchas de sus obras acabaron en España y están presentes en el Museo de Bellas Artes de Sevilla, Monasterio de las Descalzas Reales, Monasterio de Yuste , Monasterio de El Escorial, Museo del Prado, Museo Lázaro Galdiano, Palacio del Virrey Laserna en Jerez de la Frontera (Cádiz), Museo de Villadiego (Burgos) y ermita de las Nieves en Taganana, Tenerife.